# Braam van Straaten
Pas d'image ? Cliquez ici

a Compétitions nationales et continentales officielles uniquement.

b Matchs officiels uniquement.
Dernière mise à jour le 27 septembre 2018.
 Abraham (Braam) Johannes Jacobus van Straaten, né le 28 septembre 1971 à Pretoria (Afrique du Sud), est un joueur de rugby à XV qui a joué avec l'équipe d'Afrique du Sud. Il évolue au poste de trois-quarts centre ou de demi d'ouverture (1,83 m pour 101 kg).

## Carrière

### En club
- 1998 : Northern Bulls
- 1999-2002 : Stormers
- 2003-2004 : Sale Sharks
- 2004-2005 : Wildeklawer Griquas

Van Straaten est surtout connu pour ses qualités de buteur. Il a marqué notamment 28 points lors d’un match de Super 12 contre les Hurricanes en 2000, 153 points lors de la saison 2001 de Super 12 et 496 points pour l’ensemble de ses matchs de Super 12.
Il a joué quinze matchs avec Sale en 2003-04 avant de retourner en Afrique du Sud pour disputer le Currie Cup.

### En équipe nationale
Il a disputé son premier test match le 26 juin 1999 contre l'équipe du pays de Galles. Son dernier test match fut contre l'équipe d'Angleterre, le 24 novembre 2001.

## Palmarès

### En club
- 496 points marqués en Super 12 (434 avec les Stormers)

### En équipe nationale
- 21 sélections avec l'équipe d'Afrique du Sud
- 221 points (2 essais, 23 transformations, 55 pénalités)
- Sélections par année : 4 en 1999, 11 en 2000, 6 en 2001